# Émile Dupont (homme politique, 1848-1922)
Pour les articles homonymes, voir Émile Dupont et Dupont.
Émile Dupont est un homme politique français né le 28 février 1848 à Beauvais (Oise) et mort le 15 novembre 1922 au Vésinet (Yvelines).
Fils d'un industriel, il succède à son père à la tête de l'entreprise familiale, qu'il développe. Il s'investit dans l'organisation des expositions universelles. Conseiller général de l'Oise en 1894, il est sénateur de l'Oise, inscrit au groupe de la Gauche démocratique, de 1906 à 1920.

## Sources
- « Émile Dupont (homme politique, 1848-1922) », dans le Dictionnaire des parlementaires français (1889-1940), sous la direction de Jean Jolly, PUF, 1960 [détail de l’édition]